# Adam Zagórski

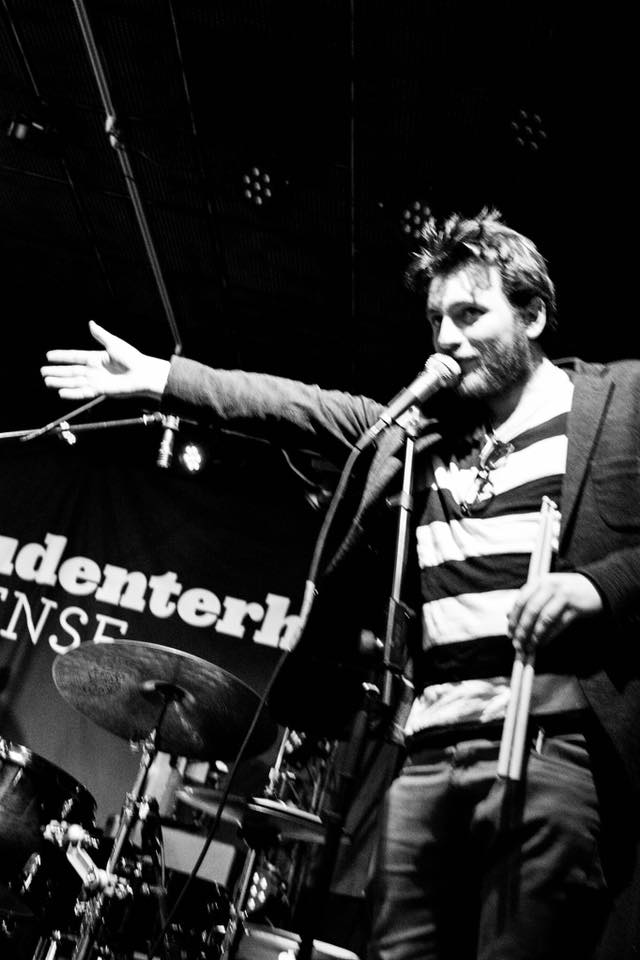
Adam Zagórski (2017)

Adam Zagórski (* 10. August 1990 in Poznań) ist ein polnischer Jazzmusiker (Schlagzeug, Komposition).

## Leben und Wirken
Zagórski begann seine musikalische Ausbildung im Alter von sechs Jahren an der Musikschule in Poznań. Bis er 19 Jahre alt war, erhielt er klassischen Klavierunterricht, wurde aber auch am Schlagzeug unterrichtet. 2009 begann er ein Jazzstudium an der Ignacy Jan Paderewski Musikakademie in Poznań; nach einem Aufenthalt als Austauschstudent am Syddansk Musikkonservatorium in Odense in Dänemark absolvierte er es in Poznań. Er setzte seine Ausbildung im Masterstudiengang Jazzpädagogik in Odense und ab 2013 am Prins Claus Conservatorium im niederländischen Groningen fort.
Während des Studiums war Zagórski als Musiker tätig. Mit Kuba Marciniak, Piotr Scholz und Kacper Smoliński gründete er 2014 das Weezdob Collective, mit dem er seit 2015 drei Alben veröffentlichte und 2019 auch am Burghauser Nachwuchswettbewerb den zweiten Platz errang. Mit seinem Quartett entstand 2017 die EP Songs of Hope. Mit dem Saxophonisten Maciej Kądziela gründete er das ZK Collective, dessen Alben Double Universe (2018) und Slow Food (2021) auch international Beachtung fanden. Auf der Jazzahead 2022 stellte er sich mit den Jazz Forum Talents vor.
Weiterhin gehörte Zagórski zum Trio von Artur Dutkiewicz, zu Bands von Włodek Pawlik und zum Poznań Jazz Philharmonic Orchestra. Er trat in Mitteleuropa, Skandinavien, Irland, Frankreich, der Türkei und den USA auf. Zudem arbeitete er mit Musikern wie Zbiegniew Wrombel, Adam Wendt, John Hollenbeck, Dominique di Piazza, Jerry Bergonzi, Attila Muehl, Jasper Greve, Hans-Peter Salentin, Alex Sipiagin und Joel Frahm. Er ist auch auf Alben von Julia Sawicka und Ulyana Hedzik zu hören.

## Diskographische Hinweise
- Weezdob Collective: Live at Radio Katowice (Jazz Forum, 2015)
- Adam Zagórski Quartet: Songs of Hope (Tetragon Music, 2017, mit Marek Konarski, Erik Ørum von Spreckelsen, Michał Nienadowski)
- ZK Collaboration: Double Universe (My Music, 2018, mit Maciej Kądziela, Roman Chraniuk, Mateusz Gawęda)
- Weezdob Collective: Star Cadillac (Weezart, 2018)
- Weezdob Collective: Komeda: Ostatnia Retrospekcja (Agora, 2020)
- ZK Collaboration: Slow Food (Polskie Nagrania, 2021)